# Operatie Faustschlag
Operatie Faustschlag (vuistslag), ook gekend als de 11-daagse Oorlog, was een offensief van de centrale mogendheden tijdens de Eerste Wereldoorlog. Het was de laatste grote actie aan het oostfront.
Russische troepen waren niet in staat sterke weerstand te bieden als gevolg van de Russische Revolutie en de daaropvolgende Russische Burgeroorlog. De legers van de centralen waren hierdoor in staat grote gebieden te veroveren in wat nu de Baltische staten, Wit-Rusland en Oekraïne zijn, waardoor de bolsjewistische leiders gedwongen waren de Vrede van Brest-Litovsk te accepteren.

## Achtergrond
Vlak na de bolsjewieken in Rusland de macht overgenomen hadden kondigden ze al aan dat ze de oorlog zo snel als mogelijk wilden stoppen. De gesprekken met de centrale mogendheden begonnen in Brest-Litovsk, een oude vestingstad aan de Boeg, die het Duitse Keizerrijk in 1915 veroverd had. Op 3 december 1917 en op de 17de van die maand ging er een staakt-het-vuren in. Vredesonderhandelingen volgden snel: op 22 december.
Zodra de onderhandelingen begonnen presenteerden de centralen hun eisen: al het gebied dat ze in 1915-1916 veroverd hadden ging definitief naar hen. Dus geheel Polen, Litouwen en het westen van Letland. De bolsjewieken besloten deze eisen niet te accepteren en weigerden verder te onderhandelen, wat uiteindelijk resulteerde in het einde van de wapenstilstand. Lev Trotski, hoofd van de Russische delegatie, had gehoopt de gesprekken te laten aanslepen totdat er ook in Duitsland een communistische omwenteling zou plaatsvinden, die Duitsland zelf zou dwingen uit de oorlog te stappen.
Trotski was een belangrijk pleitbezorger van het "oorlog noch vrede"-beleid en op 28 januari 1918 maakte hij bekend dat de Sovjet-Unie de oorlog als "voorbij" beschouwde. Dit was onaanvaardbaar voor de Duitsers, die reeds druk bezig waren met de voorbereiding en het troepentransport voor Ludendorffs nakende Lenteoffensief (in de hoop om ook aan het westfront alsnog de overwinning te behalen). De Duitse chef-staf, generaal Max Hoffmann, reageerde door de ondertekening van een vredesverdrag met de Oekraïense Volksrepubliek op 9 februari en kondigde op 17 februari tevens het einde van het staakt-het-vuren met Rusland aan, waardoor deze landen weer in staat van oorlog waren.
Tijdens de onderhandelingen begon de Russische legercommandant Nikolai Krylenko met het demobiliseren van delen van zijn troepen. Ondanks het feit dat het terug oorlog was zette hij door en op 29 februari kondigde hij zelfs de volledige demobilisatie aan.

## Het offensief

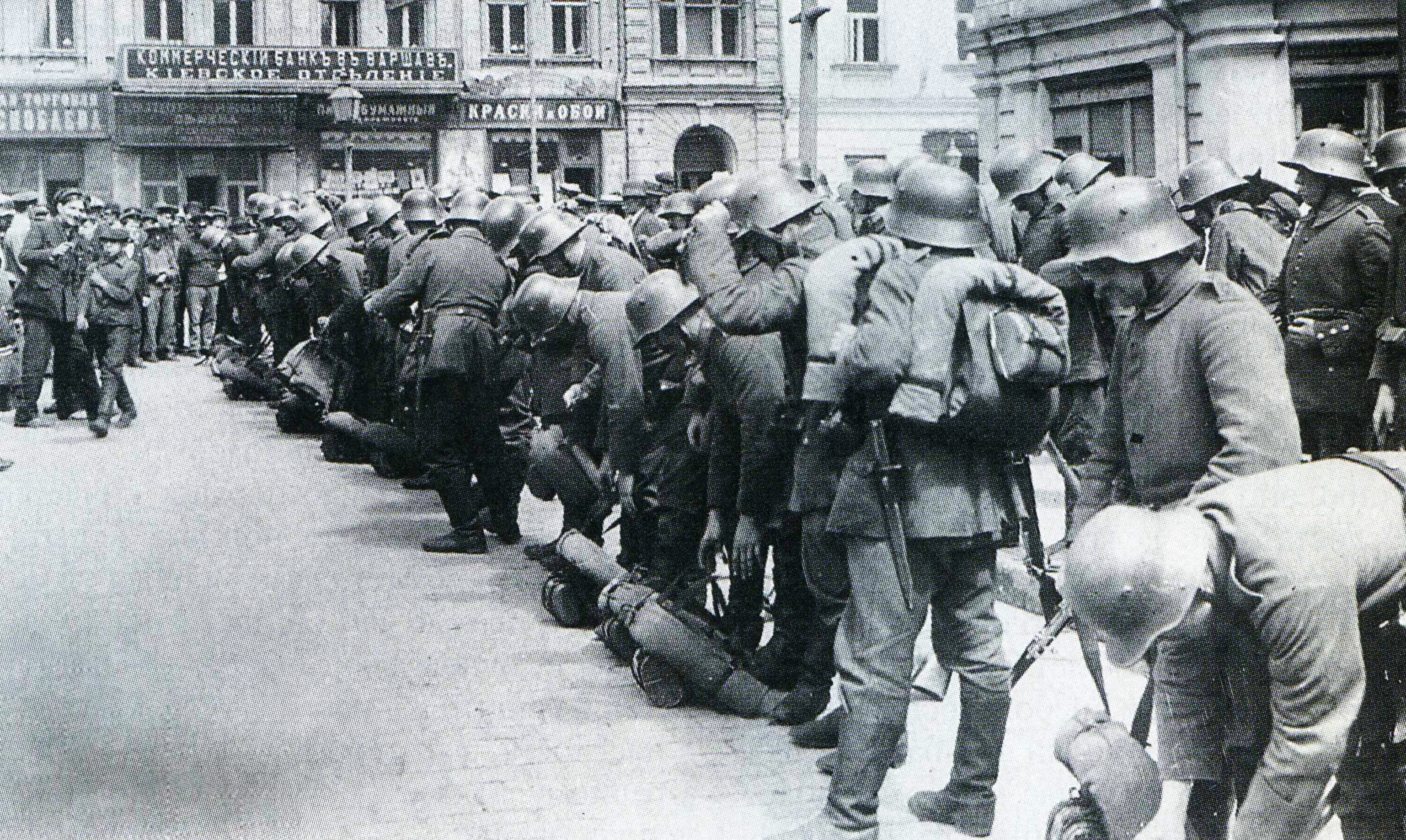
Duitse troepen in Kiev, maart 1918

Op 18 februari begonnen de Duitsers en de Oostenrijks-Hongaarse troepen het drieledige offensief met 53 divisies. De noordelijke groep avanceerde richting Pskov en Narva, de centrale groep rukte op naar Smolensk en de zuidelijke groep marcheerde richting Kiev.
De noordelijke groep, bestaande uit zestien divisies, veroverde het belangrijke spoorwegknooppunt Daugavpils op de eerste dag. Dit werd al redelijk snel gevolgd door de verovering van Pskov en het veiligstellen van Narva op 28 februari. De centrale groep, bestaande uit het 10de Leger en het XLI Legerkorps rukte gestaag op naar Smolensk. Op 21 februari werd Minsk veroverd, samen met een Russisch hoofdkwartier. De zuidelijke groep brak door de stellingen van de resten van de Russische Westelijke Legergroep en veroverde Zjytomyr op 24 februari. Kiev werd op 2 maart ingenomen.
De centrale mogendheden waren op de meeste punten meer dan 100 kilometer opgerukt, zonder veel ernstige weerstand. Duitse troepen waren nu minder dan 100 kilometer verwijderd van de Russische hoofdstad Sint-Petersburg, waardoor de bolsjewieken gedwongen waren hun hoofdstad naar Moskou te verplaatsen, iets dat Lenin sowieso al gepland had. De snelle opmars kreeg de bijnaam "Spoorweg-oorlog" (Der Eisenbahnfeldzug), omdat Duitse soldaten met behulp van Russische spoorwegen oostwaarts vorderden. Generaal Hoffmann schreef op 22 februari in zijn dagboek:
"Het is de meest komische oorlog die ik ooit heb gekend. We zetten een handjevol infanteristen met machinegeweren en een klein kanon op een trein en sturen ze naar het volgende station, ze nemen het in, nemen de bolsjewieken gevangen, nemen wat meer troepen mee, enzovoorts. Deze "strategie" heeft in ieder geval de charme van iets nieuws."

### Politieke impact

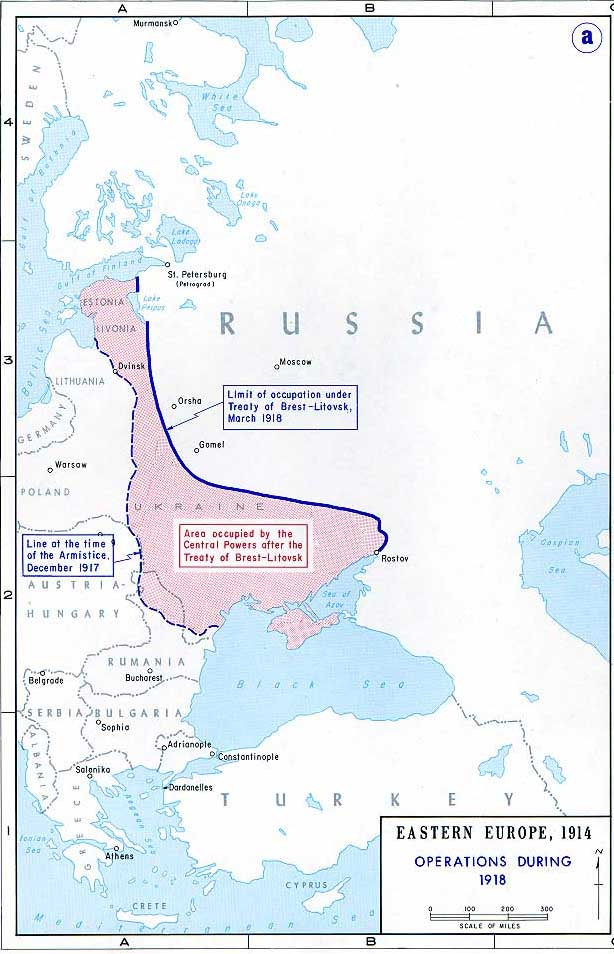
Oost-Europa na de vrede van Brest-Litovsk: door de centralen bezette gebieden in roze

Wanneer het offensief aan de gang was, vluchtte Trotski naar Petrograd (Sint-Petersburg). Het merendeel van de bolsjewistische leiders wilde de oorlog nog voortzetten, maar dit was compleet onmogelijk, vanwege de vernietiging van het leger. Op dit punt wilde Lenin de voorwaarden aanvaarden, die de Duitsers nu nog strenger gemaakt hadden. Hij werd gesteund door andere collega's zoals Lev Kamenev, Grigori Zinovjev en Jozef Stalin.
Na een stormachtige zitting in de Sovjet (Raad) dreigde Lenin met ontslag als de oorlog niet meteen beëindigd werd. Uiteindelijk werd deze stemming beslist door 166 tegen 85 stemmen in het voordeel van de Duitse voorwaarden. De stemming in het Centraal Comité van de Communistische Partij van de Sovjet-Unie was nog nipter, zeven voor en zes tegen. Op het einde gaf Trotski dan toch zijn zegen en de voorwaarden werden aanvaard. Op 3 maart 1918 ondertekenden de communisten het Verdrag van Brest-Litovsk.
Op 24 februari, een dag voordat Duitse troepen de stad Tallinn kwamen bezetten, verklaarde een Ests comité de onafhankelijkheid van Estland. De Duitse bezettingsautoriteiten weigerden deze regering te erkennen en Duitsers werden in leidende posities geplaatst, ook al bleven enkele Esten aan in het bestuur.

## Afloop
Na de bolsjewistische capitulatie op 3 maart werden Oekraïne, de Baltische staten en delen van Wit-Rusland bezet. De Ottomanen bezetten de Kaukasus, en de olievelden van Bakoe. Ook vielen alle Russische marinebases, behalve die van Kronstadt, in Duitse handen en de Zwarte Zeevloot werd ontwapend en geïnterneerd in Odessa en 630.000 Oostenrijkse en Duitse krijgsgevangenen keerden terug.
Met dit verdrag, had de communistische regering Finland (waar de Duitsers Finse onafhankelijkheidsstrijders steunden), Estland, Letland, Litouwen, Polen, Wit-Rusland en Oekraïne verloren, waardoor deze gebieden zich apart van Rusland begonnen te ontwikkelen. De Duitse bedoeling was om deze staten onafhankelijk (maar wel lid van het centrale blok) te maken en ze te gebruiken als satellieten, maar dit plan stortte in door de eigen nederlaag aan het westfront. Na de Duitse overgave probeerden de Sovjets deze prille onafhankelijke staten te heroveren, deze keer zonder Duitse bemoeienis. Het was succesvol in Oekraïne, Wit-Rusland en de Kaukasus, maar ze werden uiteindelijk wel gedwongen om de onafhankelijkheid van de Baltische staten, Finland en Polen te erkennen.
In de bolsjewistische regering consolideerde Lenin zijn macht. Maar, uit angst voor de mogelijkheid van een hernieuwde Duitse dreiging aan de Oostzee, verplaatste hij zijn hoofdstad, dit keer definitief, naar Moskou, dat tot vandaag nog steeds de hoofdstad van Rusland is.
Stallupönen · Gumbinnen · Tannenberg · Lemberg · Kraśnik · 1e Mazurische Meren · Przemyśl · Wisła · Łódź · Karpaten · Bolimov · 2e Mazurische Meren · Gorlice-Tarnówoffensief · Grote Russische terugtrekking · Narotsjoffensief · Švenčionysoffensief · Broesilovoffensief · Kerenskioffensief · Operatie Albion · Operatie Faustschlag